# Biesiekierz (plaats)
Biesiekierz is een plaats in het Poolse district  Koszaliński, woiwodschap West-Pommeren. De plaats maakt deel uit van de gemeente Biesiekierz en telt 940 inwoners.